# Porcelanowe
Porcelanowe (ukr. Порцелянове) – osiedle typu miejskiego na Ukrainie w rejonie baranowskim obwodu żytomierskiego.
W latach 1934-2024 miejscowość nosiła nazwę Perszotrawenśk (ukr. Першотравенськ).

## Historia
Osiedle typu miejskiego od 1934.
W 1989 roku liczyło 4136 mieszkańców.
W 2013 roku liczyło 3631 mieszkańców.